# ネタニ・タレイ
ネタニ・タレイ（Netani Talei、1983年3月19日 - ）は、フィジーの元ラグビー選手。

## プロフィール
- フィジー・スバ出身。
- ポジションはフランカー(FL)、ナンバーエイト(No8)。
- 身長 188cm、体重 112kg
- フィジー代表通算キャップ数は33。
- ラグビーワールドカップ2007・ラグビーワールドカップ2011・ラグビーワールドカップ2015のフィジー代表に選ばれた[1]。

## 略歴
ライワカ、スバ、ライワカ、ドンカスター・ナイツ、ウスター・ウォリアーズ、エディンバラ、ドラゴンズを経て、2014年、ハーレクインズに加入。
2017年、現役を引退した。